# Annette Hanshaw

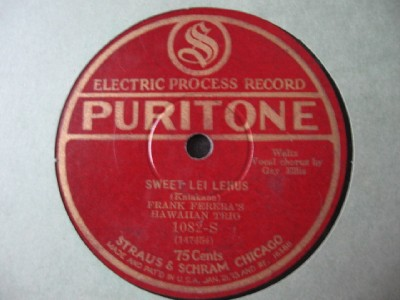
Annette-Hanshaw-Schallplatte
– Duett mit Frank Ferera

Annette Hanshaw (* 18. Oktober 1901 in New York City; † 13. März 1985 ebenda) war eine US-amerikanische Jazzsängerin.

## Leben und Wirken
Annette Hanshaw, die eine Zeitgenossin von Mildred Bailey, Ethel Waters, Connee Boswell und Bessie Smith war, zählte zu den populärsten Sängerinnen der späten 1920er und frühen 1930er Jahre. Hanshaw entdeckte schon früh ihre Liebe zum Singen und orientierte sich anfangs an Vorbildern wie Frank Fay, Sophie Tucker und Marion Harris. Ihr Vater, ein wohlhabender Hotelier, erfüllte ihr den Wunsch nach einem eigenen Musikgeschäft und verschaffte ihr Auftritte in seinen Hotels und auf seinen Partys. Auf einer solchen hörte sie der A&R-Mann Wally Rose, der ihr ermöglichte, von 1926 bis 1928 bei der Plattenfirma Pathe Records vorzusingen. Schon sehr schnell wurde sie zu einer der Attraktionen des Labels; ihre frühen Aufnahmen mit Ukulele und Scatgesang machten sie zu einer Art weiblichem Pendant des (ebenfalls für Pathe arbeitenden) Cliff Edwards. Als die Firma 1928 von Columbia übernommen wurde, erschien Annette Hanshaw auf einigen ihrer 78er-Billigplatten. Obwohl die meisten dieser Platten unter ihrem eigenen Namen erschienen sind, brachte Columbia einige Schallplatten unter verschiedenen Pseudonymen wie Gay Ellis (für sentimentale Nummern) und Dot Dare oder Patsy Young (für ihre Helen-Kane-Imitationen) auf den Markt.
Hanshaw, die materiell unabhängig war, konnte Angebote, im Show- und Filmgeschäft zu arbeiten, ausschlagen und beschränkte sich auf Plattenaufnahmen. In den nur acht Jahren ihrer Aufnahmetätigkeit produzierte Hanshaw maßgebliche Platten außerhalb des Blues; sie bevorzugte „schwarze“, sehr ernsthafte Balladen im Medium-Slow-Tempo und „weiße“, rhythmisch-swingende Up-Tempo-Titel und Nummern, die dazwischen liegen, wie „Ready for the River“ und „Cause I feel Low Down“, die sie „mit der morbiden Leidenschaft des Blues und mit Elementen ihres spezifischen Vokabulars (durchtränkt): ein schnelles Tempo, um die verzweifelte und doch aggressive Haltung auszudrücken, und vor allem die gradlinige Direktheit ihres Ausdrucks“, schrieb der Autor Will Friedwald.
Ihr gelang es innerhalb weniger Jahre, eine Radio-Hitserie nach der anderen zu produzieren. Mit einem Vertrag der ARC und ihren Sublabels begann sie 1932, die besten Platten ihrer gesamten Karriere aufzunehmen. Hanshaw hatte 1933 auch einen einzigen Filmauftritt in dem Paramount-Kurzfilm Captain Henry’s Radio Show, einer filmischen Version ihres populären Radioprogramms, der Maxwell House Show Boat, in der sie von 1932 bis 1934 auftrat. Hanshaw sang darin „We Just Couldn’t Say Goodbye“.
Viele bekannte Jazzmusiker wirkten auf ihren Schallplatten mit, darunter Red Nichols, Miff Mole, Phil Napoleon, Joe Venuti, Eddie Lang, Adrian Rollini, Vic Berton, Benny Goodman, Jimmy Dorsey, Tommy Dorsey und Jack Teagarden; außerdem sang sie im Duett mit Frank Ferera. Hanshaws Markenzeichen war ihr – in kindlicher Stimme gesprochener – Satz „That’s all“ am Ende ihrer Platten.
1934 beendete sie ihre Aufnahmetätigkeit mit einer letzten Session am 3. Februar für Vocalion und heiratete ihren Agenten Wally Rose; ein Jahr später gab sie ihre erfolgreiche Radioshow „The Camel Caravan“ auf, arbeitete dann noch eine Weile im Studio und schrieb Presseberichte für Sponsoren. 1938 setzte sie sich endgültig zur Ruhe. In späteren Jahren bereitete sie ein Comeback vor, indem sie zwei Demo-Bänder aufnahm, die jedoch nie veröffentlicht wurden. Sie verbrachte ihre letzten Jahre in Manhattan und starb nach langer Krankheit 1985 an Krebs.

## Würdigung
Der Produzent John Hammond, einer ihrer Verehrer, sagte über die Sängerin, die alle Äußerlichkeiten eines Star-Daseins verachtete und eine sehr unehrgeizige Haltung ihrer Kunst gegenüber hatte, „ich glaube nicht, dass sie weiß, wie gut sie ist“. Der Autor Will Friedwald würdigte die Sängerin in seinem Werk über die Swinging Voices of America als eine erstaunlich originelle und moderne Künstlerin, „die intuitiv jene rhythmischen Nuancierungen des Jazz meisterte, die sie in populären Songs anwenden konnte, und brachte sie mit dem für die elektrische Aufnahmetechnik erforderlichen Feingefühl zum Ausdruck. Ohne ihre Fähigkeiten zu beeinträchtigen, die Aussage eines Textes verständlich darzustellen, dient ihr das Gefühl für den Jazz als Schlüssel zur Interpretation, indem es ihr dabei hilft, sowohl unter die Oberfläche des Textes als auch der Musik zu gelangen.“ Sie wurde vor allem in England viel gehört; die Sängerin Elsie Carlisle, die bei Bert Ambrose sang, war stark von ihr beeinflusst.
Ihr Lied Daddy Won’t You Please Come Home aus dem Jahr 1929 wurde im Videospiel BioShock 2 sowie in einem Werbespot für dieses Spiel verwendet.
Im Film Sita Sings the Blues spielen ihre Lieder eine tragende Rolle.

## Bekannte Songs
| - Black Bottom 1926 - Forgetting You 1928 - My Sin 1929 - I’m a Dreamer, Aren’t We All 1929 - You Wouldn’t Fool Me, Would You? 1929 - Lovable and Sweet 1929 - If I Had a Talking Picture of You 1929 - If You Want the Rainbow 1929 - Tiptoe Through the Tulips 1929 - Mean to Me 1929 | - Big City Blues 1929 - Happy Days are Here Again 1930 - I’m Following You 1930 - Body and Soul 1930 - I Hate Myself for Falling in Love with You 1931 - You’re too Sweet for Words 1931 - Say It Isn’t So 1932 - Under the Moon 1932 - Love Me Tonight 1932 |

## Diskografische Hinweise
- Sweetheart of the Twenties (Sounds of Yesteryear, 1926)
- The Girl Next Door 1927–1932 (Take Two, Kompilation)
- Annette Hanshaw, Volume 5: 1928–1929 (Sensation)
- Annette Hanshaw, Volume 6: 1929 (Sensation)
- The Personality Giwl 1932-’34 (Sunbeam, Kompilation)
- Lovable and Sweet – 25 Vintage Hits (ASV, Kompilation) mit Red Nichols, Miff Mole, Jimmy Lytell, Tommy Dorsey (tp), Benny Goodman (cl), Jimmy Dorsey (cl, as), Orchester von Will Osborne und Victor Young und Frank Fereras Hawaiian Trio[11] (Sounds of Yesteryear, Kompilation)